# Valentijn de Hingh
Valentijn de Hingh (Ámsterdam, 5 de mayo de 1990) es una escritora, DJ y modelo holandesa.

## Carrera
Desde los 8 años hasta los 17 años, de Hingh apareció en el programa de televisión holandés Valentijn y tuvo una cirugía de reasignación de sexo poco después de la conclusión del proyecto. Fue concursante en la entrega Expeditie Robinson 2013 y en la octava edición de la versión holandesa del reality telvisivo Survivor.
De Hingh se convirtió en modelo de pasarela en 2008 y desde entonces ha trabajado con Comme des Garçons y Maison Martin Margiela y otras casas de moda. Ha sido fotografiada por Patrick Demarchelier. De Hingh es la primera persona trans que ha sido representada por IMG Models, que desde entonces ha agregado al menos otra modelo transgénero a su lista. En 2012 de Hingh ganó el Premio Elle Personal Style.
En 2016, con motivo del Europride, como parte de los actos programados, lució un vestido, denominado Amsterdam Rainbow Dress, confeccionado con las banderas de los países donde ser miembro del colectivo LGBT es ilegal.